# Geisberg-Formation

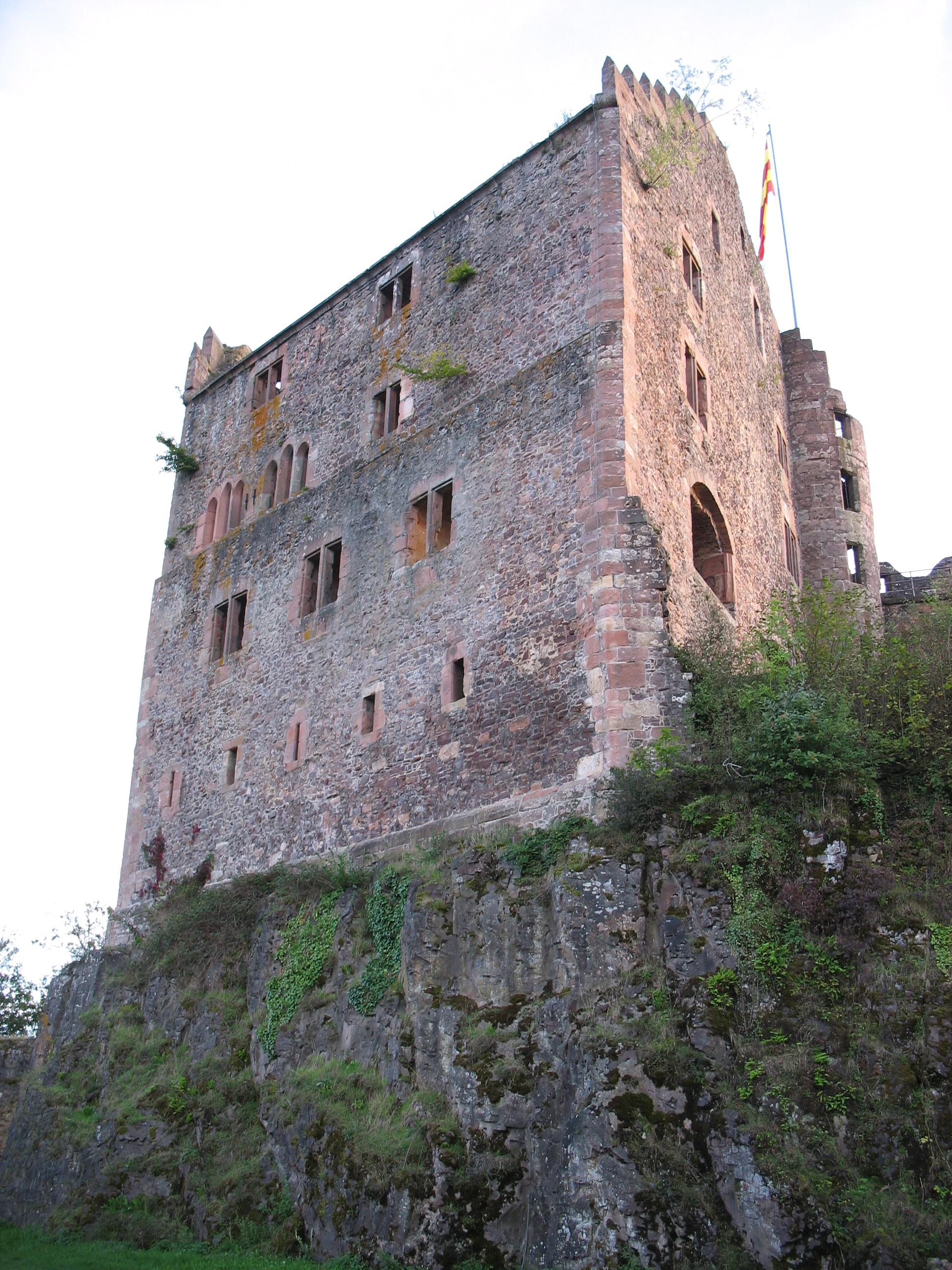
Burgruine Hohengeroldseck im Ortsteil Schönberg der Gemeinde Seelbach (nahe Lahr) im Ortenaukreis in Baden-Württemberg. Die Burgruine steht auf dem Brandeck-Quarzporphyr der Geisberg-Formation. Dieser überlagert hier Arkosen und Konglomerate der Hohengeroldseck-Formation, die hier ihre Typuslokalität hat

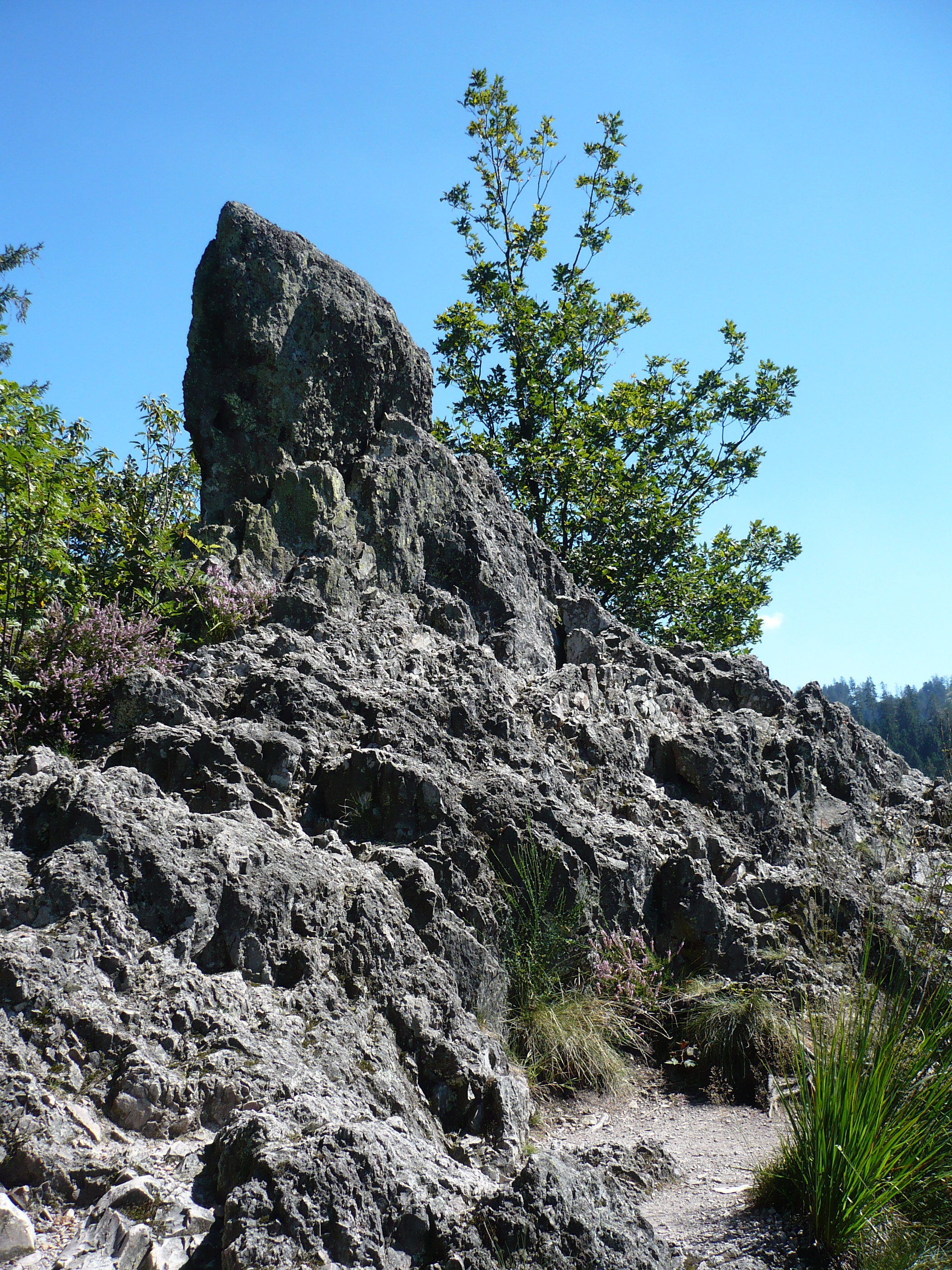
Grünberg-Quarzporphyr der Geisberg-Formation am Karlsruher Grat bei Ottenhöfen

Die Geisberg-Formation ist in der Erdgeschichte eine lithostratigraphische Gesteinseinheit im Rotliegend (Unterperm) von Baden-Württemberg. Es handelt sich um ein Vulkangebiet und dessen Ablagerungen, auch Intrusionen, das sich ursprünglich über ein Gebiet von nahezu 2000 km² im mittleren Schwarzwald erstreckte. Heute ist es stark erodiert und nur noch an wenigen Stellen erhalten und aufgeschlossen oder durch jüngere Sedimente verdeckt.

## Namensgebung und Typlokalität
Der Name wurde von Edgar Nitsch und Hubert Zedler 2009 vorgeschlagen. Ältere informelle Namen in den geologischen Karten sind: Mittelrotliegendes oder auch Rotliegend-Vulkanite. Die Typuslokalität liegt am Hohen Geisberg bei Schuttertal (TK 25-Nr. 7713: R 34 35 530, H 53 44 440).

## Definition, Korrelation und Alter
Die Untergrenze der Geisberg-Formation ist mit dem Einsetzen und Auflagerung von Tuffen, Tuffiten oder Quarzporphyr auf oberkarbonischen Schichten oder Grundgebirge definiert. Die Obergrenze ist durch das Einsetzen der Rotliegend-Sedimente ohne Pyroklastika oder auch noch jüngerer Schichten markiert. Am Hohen Geisberg hat sie eine max. Mächtigkeit von 120 m, in Wachendorf durchteufte eine Bohrung 150 m Quarzporphyr. In stock- und gangartigen Vorkommen sind Durchmesser oder Gangweiten von bis zu 600 m bekannt. Die Ausdehnung der Geisberg-Formation betrug vermutlich um 2000 km² in einem Gebiet im Mittleren Schwarzwald, das etwa von den Städten Oberkirch, Triberg und Horb begrenzt ist. Sie folgt auf Hohengeroldseck- und Tierstein-Formation und wird von der Schramberg-Formation, der Rehberg-Formation und den Ibenbach-Sedimenten (informeller Name) gefolgt.

## Ablagerungsraum
Die Formation stellt den Beginn der pyroklastischen oder epiklastischen Sedimentation über den Arkose-Ablagerungen des Oberkarbon in den süddeutschen Permokarbon-Becken dar. Sie besteht aus Tuffe, Tuffiten, Ignimbriten, Laven und Gang- und Stockintrusionen von grauen, violetten, roten und weißen Quarzporphyren primär rhyolithischer bis rhyodazitischer Zusammensetzung sowie aus geringmächtigen Sedimenten mit Quarzporphyrgeröllen. Sie ist allerdings nur noch in kleinen Erosionsrelikten erhalten bzw. von jüngeren Sedimenten überdeckt. Die Quarzporphyre sind häufig hydrothermal-metasomatisch verändert. Dies führte zur Serizitisierung, Verquarzung, Bleichung, Neubildung von Erzmineralien, Karbonatisierung, Phosphatisierung mit Übergängen zur Verkieselung. In den gang- und stockartigen Vorkommen sind häufig gefaltete Fließstrukturen und säulige Erstarrung zu beobachten. Lokal können die Vorkommen auch brekziiert und mit Nebengesteinen vermischt sein. Die Ignimbrite sind häufig massig bis bankig; in den Bänken sind gelegentlich noch Fiamme-Strukturen und Blasengefüge zu sehen. Die Tuffe und Lapillituffe wurden lokal völlig zersetzt und sind als rotbraune Kristalltonsteine erhalten. Eingeschaltet sind teilweise auch Dolomitsteinbänke und Dolomitstein-Knauern. Tuffe, Lapillituffe, Lapillisteine sind lokal verkieselt.
Durch die starke Veränderung (Metamorphose) der Gesteine streuen die scheinbaren Alterswerte, die an den Quarzporphyren durchgeführt wurden sehr stark. Die am wenigsten gestörten absoluten Altersdaten reichen von 296±5 Millionen Jahren bis 291±5 Millionen Jahre. Dies entspricht einem chronostratigraphischen Unterperm-Alter (Asselium und Sakmarium). Ein Beginn bereits im höchsten Oberkarbon wird nicht ausgeschlossen. Ein höheres Alter ist jedoch aufgrund der Lagebeziehungen unwahrscheinlich, da die Schlote des Grünberg-Quatzporphyr die oberkarbonische Oppenau-Formation durchschlagen; Quarzporphyr-Gerölle darin finden sich aber nicht. Sie überlagert zudem die Hohengeroldseck-Formation und die Tierstein-Formation (beide Gzhelium), auch hier ohne Gerölle zu liefern. Sie liefert jedoch Gerölle in die Ibenbach-Sedimente (informeller Name) und in die Rehberg-Formation. Die Geisberg-Formation wird in die folgenden Subformationen unterteilt:
- Geisberg-Formation
  - Weißmoos-Subformation, nicht ignimbritische pyroklastische Sedimente
  - Brandeck-Quarzporphyr (Subformation), Ignimbrite, Laven mit Quarz- und Feldspateinsprenglingen
  - Grünberg-Quarzporphyr (Subformation), oft verkieselte Ignimbrite ohne Einsprenglinge
  - Mooswald-Quarzporphyr (Subformation), stark seritizierte und gebleichte Quarzporphyre

## Wirtschaftliche Bedeutung
Der Grünberg-Quarzporphyr wird bei Ottenhöfen abgebaut. Das Gestein wird als Gesteinskörnung für Asphalt und Beton sowie als Gleisschotter verwendet. Auch Korngemische für den Straßenbau werden hergestellt.

## Der Karlsruher Grat
Der Karlsruher Grat ist ein rund 400 Meter langer Felsgrat bei Ottenhöfen, der aus Grünberg-Quarzporphyr besteht. Er liegt mitten im Naturschutzgebiet Gottschlägtal – Karlsruher Grat und hat diesem teilweise den Namen gegeben. Die waldfreien Felsbereiche des Karlsruher Grates und die trockenen Geröllhalden darunter sind Biotope, in denen viele gefährdete Pflanzenarten wachsen. Der Karlsruher Grat ist zudem Teil eines beliebten Wandergebietes.

## Belege